# Мацулевич, Киприан
Киприа́н Мацуле́вич (Циприан Мацулевич, пол. Cyprian Maculewicz; 1830 — после 1893) — польский архитектор, виленский городской архитектор (1879—1893).

## Биография
Окончил Академию художеств в Санкт-Петербурге вольнослушателем (1854). В 1879—1893 годах был городским архитектором в Вильне. По его проектам в городе было построено около 50 зданий. Выделялся академическим почерком, воспроизводя в своих проектах архитектурные формы преимущественно флорентийского и венецианского ренессанса.

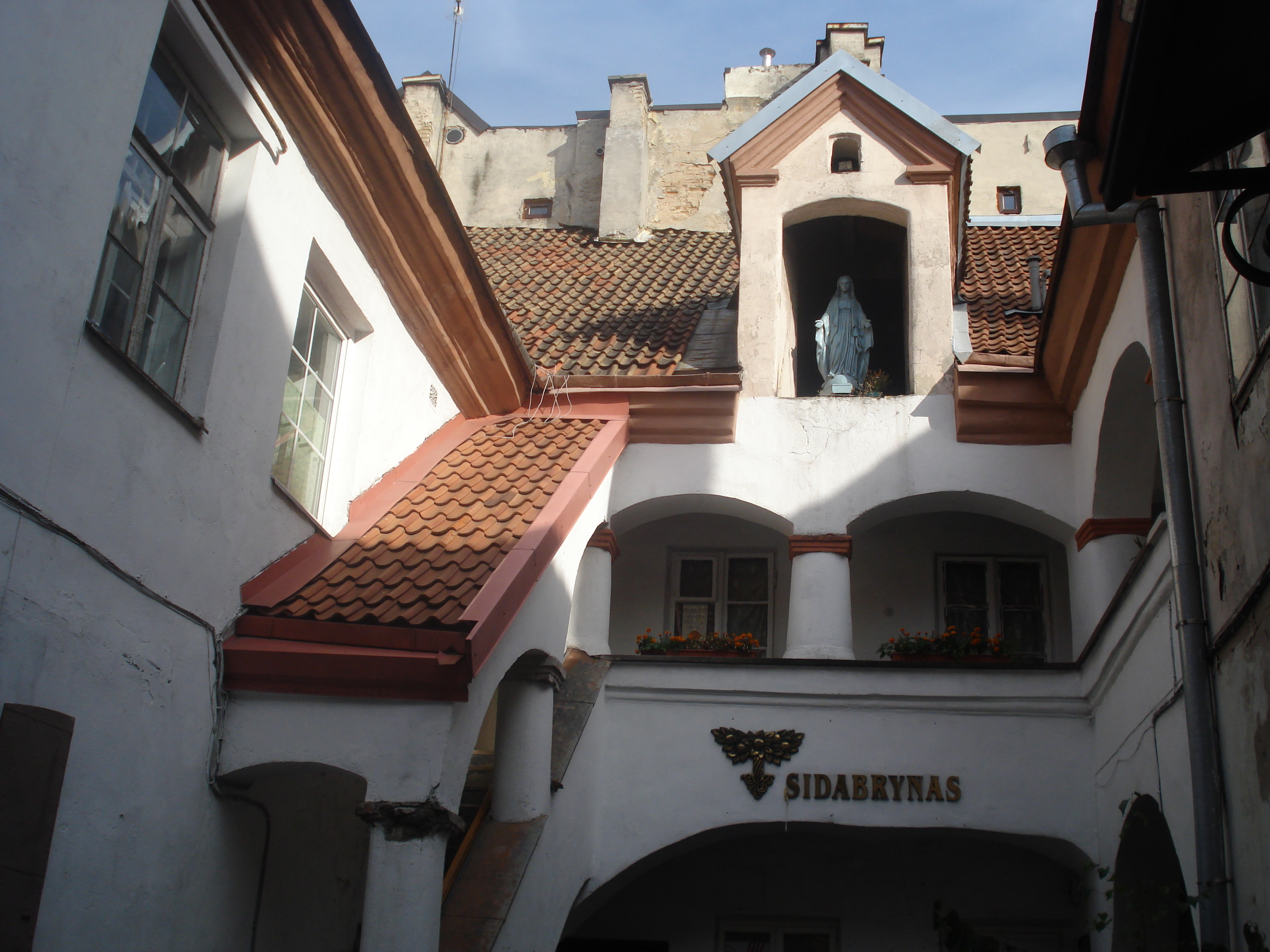
Двор кофейни «Виктория»

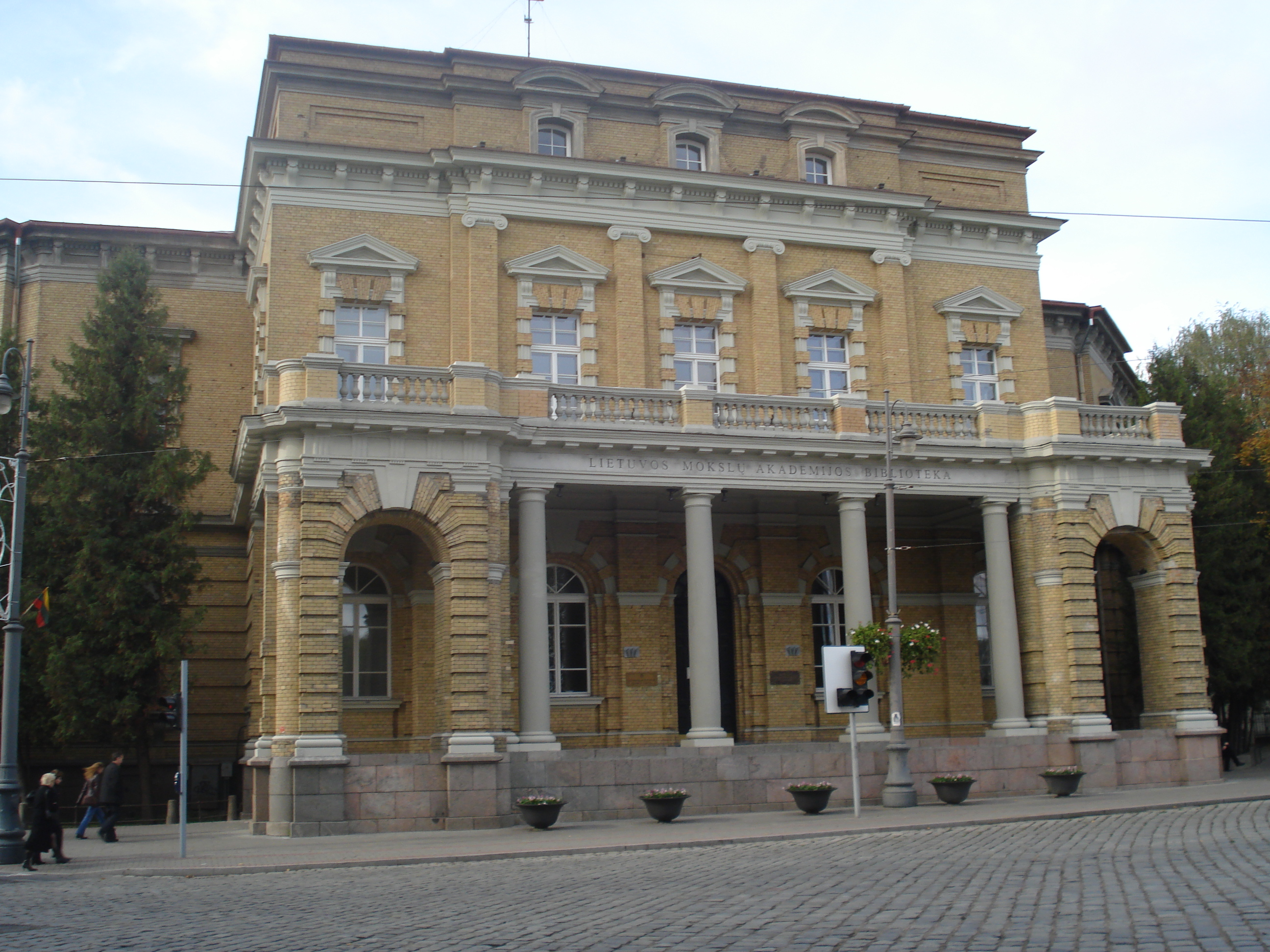
Дворец Клементины Тышкевич

Под его надзором проводились реконструкции ратуши и доминиканского монастыря (1885), ремонтировались и перестраивались отдельные здания в Бернардинском и Ивановском переулках.
В 1885—1890 годах вместе с Н. М. Чагиным и М. М. Прозоровым руководил ремонтными работами в доме капитула на Замковой (Большой) улице (ныне Пилес; Pilies 4). В 1888—1890 годах по проекту Мацулевича частично перестраивался бывший дворец Бжостовских. В западной части двора дома Леховичей, позднее здания кофейни «Виктория» на Замковой (Большой) улице (Pilies 32) по проекту Мацулевича была построена крытая лестница.

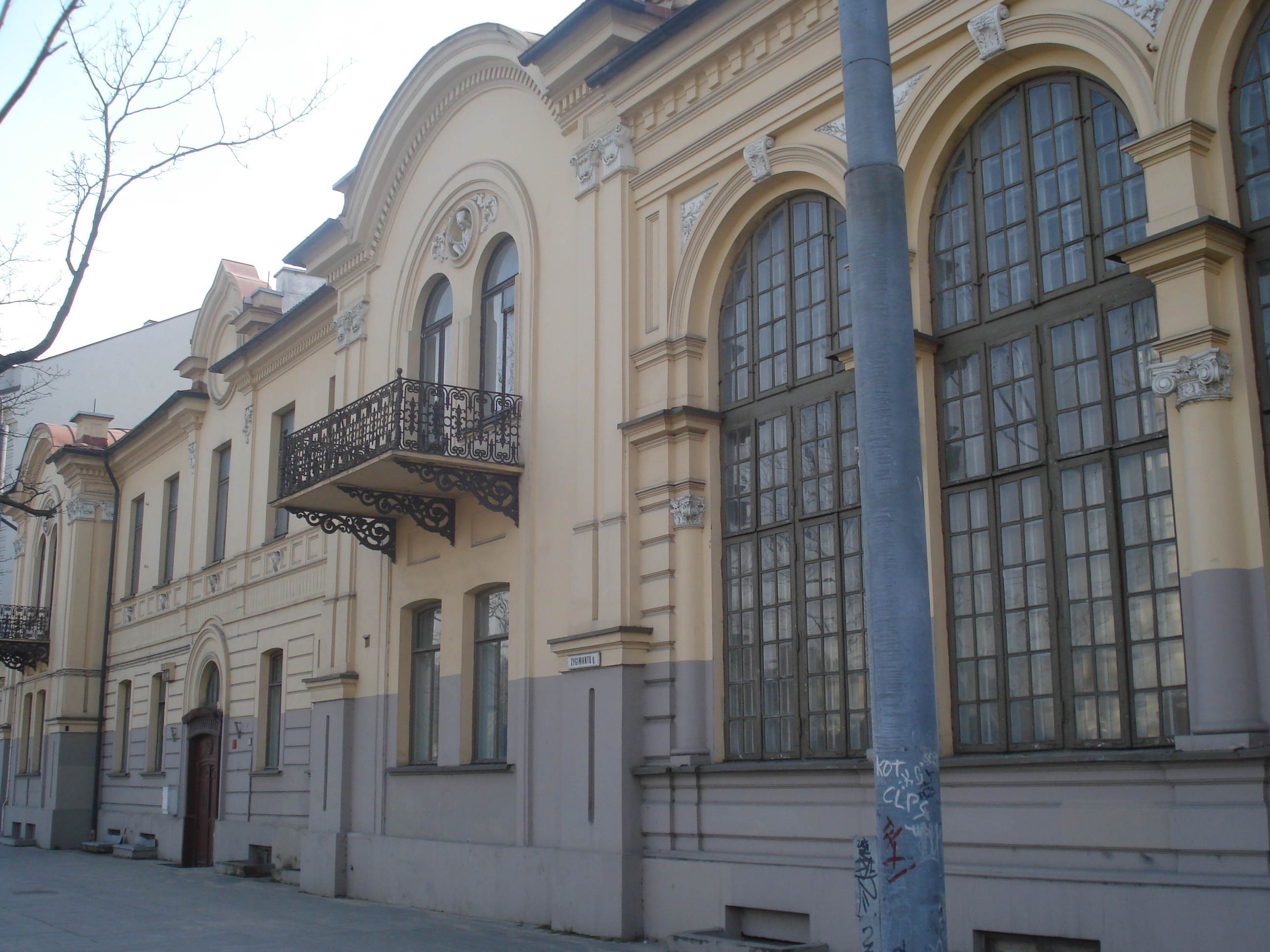
Дворец Юзефа Тышкевича

Подражание ренессансу Флоренции и Венеции усматривается в пышном двухэтажном дворце Клементины Тышкевич (угловой композиции, с выдвинутой вперёд лоджией (1884, ныне библиотека Академии наук Литвы, на углу ул. Жигиманту и Т. Врублевскё; Žygimantų g. 1/8), а также в реконструкция двухэтажного зимнего дворца графа Юзефа Тышкевича с оранжереей (в советское время здесь располагались отделы клиники при Институте экспериментальной и клинической медицины; ул. Жигиманту, Žygimantų g. 3, 1891—1895).
Солидность и ориентация на ренессансные формы, репрезентативность характеризует здание евангелико-реформатской коллегии на восточной стороне Завальной улицы (ныне ул. Пилимо, Pylimo g. 20, 1882; совместно с Викентием Гурским): кирпичный трёхэтажный дом прямоугольного плана. Те же черты присущи построенным по проектам Мацулевича трёхэтажным доходным домам Н. Маврыкина (Паменкальнё 29, 1889—1892; Врублевскё 6, 1883; Пилимо 27, 1885; Соду 15, 1886; Тилто 9, 1888), дому Юзефа Монтвилла (Гедимино 17).